# Constitución de Kremsier
La Constitución de Kremsier o el borrador de Kremsier (en alemán: Kremsierer Verfassungsentwurf  o Kremsierer Entwurf) fue un proyecto de constitución del Imperio austriaco redactado por el Parlamento de Kremsier desde octubre de 1848 hasta principios de marzo de 1849. El Parlamento de Kremsier se había mudado de Viena a Kremsier después del fallido Levantamiento de Viena. Fue precedido por la Constitución de marzo impuesta pocos días después de su publicación. 